# Czechowice-Dziedzice (gmina wiejska)
Czechowice-Dziedzice – dawna zbiorowa gmina wiejska funkcjonująca w latach 1945–1950 w woj. śląskim
oraz 1977–1991 w woj. katowickim (dzisiejsze woj. śląskie). Siedzibą władz gminy były Czechowice (1945–1950), odpowiednio miasto Czechowice-Dziedzice (1977–1991), nie wchodzące w skład gminy.

## Gminy jednostkowe (1920–1945)
Za II RP funkcjonwały dwie odrębne gminy jednostkowe: Czechowice i Dziedzice (od 28 lipca 1920 do 30 listopada 1945 roku) w woj. śląskim (powiat bielski).

## Pierwsza gmina zbiorowa (1945–1950)
1 grudnia 1945 roku utworzono z nich wspólną gminę zbiorową Czechowice-Dziedzice w tymże powiecie i województwie. Na uwagę zasługuje fakt, iż obie wsie (mimo administracyjnej odrębności) stanowiły jedną całość, przez co gmina nie była podzielona na gromady.
1 stycznia 1951 do Czechowic włączono Dziedzice oraz osiedle Podkępie (57,7275 ha) z Ligoty (należącej do gminy Zabrzeg), natomiast z Czechowic wyłączono obszar o powierzchni 23,3283 ha, włączając go do Ligoty. Po zmianach wiejska gmina Czechowice(-Dziedzice) została zniesiona przez nadanie jej ustroju miasta i przekształcenie w miasto o nazwie Czechowice. 22 listopada 1958 nazwę miasta zmieniono na Czechowice-Dziedzice.
Uwaga: Wszystkie powojenne wykazy jednostek administracyjnych, od chwili połączenia Czechowic i Dziedzic w 1945 roku, wymieniają tylko gminę Czechowice-Dziedzice, nigdy gminy Czechowice i Dziedzice oddzielnie. Formy gmina Czechowice i gmina Dziedzice figurują natomiast w rozporządzeniu z 1950 roku, kiedy to do gminy Czechowice miała być włączona zniesiona gmina Dziedzice, a po czym gminie Czechowice miał być nadany status miasta z dniem 1 stycznia 1951; ponadto mowa jest o gminie Ligota, mimo że Ligota należała wówczas do zbiorowej gminy Zabrzeg. Ponieważ brak jest jakichkolwiek informacji o istnieniu wiejskich gmin zbiorowych o nazwie Czechowice czy Dziedzice (ani też Ligota) po wojnie (oprócz owego doraźnego rozporządzenia z 1950 roku), a oficjalne wykazy powojenne w ogóle ich nie wymieniają, sugeruje to, że wyrażenie „gmina” w rozporządzeniu z 1950 roku mylnie nawiązuje do jednostek przedwojennych, tzn. gmin jednostkowych Czechowice i Dziedzice (i Ligota), i poprawnie powinno było użyć terminów  wieś lub gromada (por. też gmina Krzyżkowice, gmina Orzepowice, gmina Paprocany, gmina Pietrzkowice, gmina Pstrążna, gmina Szczygłowice, gmina Wilkowyje, gmina Zamysłów, gmina Zielona, gdzie postąpiono analogicznie).

## Druga gmina zbiorowa (1977–1991)
Wiejska gmina zbiorowa Czechowice-Dziedzice powstała po raz drugi w 1977 roku w woj. katowickim, w zupełnie innej odsłonie. Utworzone w 1973 roku gminy Bestwina (sołectwa Bestwina, Bestwinka, Janowice i Kaniów) i Ligota (sołectwa Bronów, Ligota i Zabrzeg) zniesiono, łącząc ich obszary w jedną gminę o nazwie Czechowice-Dziedzice z siedzibą gminnych organów władzy i administracji państwowej w Czechowicach-Dziedzicach. Samo miasto Czechowice-Dziedzice nie wchodziło w skład gminy, stanowiąc odrębną gminę miejską. Tak więc obszar gminy wiejskiej Czechowice-Dziedzice z lat 1977–1991 nie objął w ogóle obszaru wchodzącego w skład gminy Czechowice-Dziedzice z 1945–1950, lecz obszary dwóch innych gmin, które stanowiły odrębne gminy w latach 1945–1950.
1 października 1982 z gminy Czechowice-Dziedzice wyłączono sołectwa Bestwina, Bestwinka, Janowice i Kaniów, reaktywując tym samym zniesioną prawie sześć lat wcześniej gminę Bestwina. Po tej korekcie, obszar gminy Czechowice-Dziedzice stał się praktycznie tożsamy z obszarem gminy Zabrzeg z lat 1945–1950 czy gminy Ligota z lat 1973–1977.
1 stycznia 1992 wiejską gminę Czechowice-Dziedzice połączono z miastem Czechowice-Dziedzice, tworząc współczesną miejsko-wiejską gminę Czechowice-Dziedzice.